# Padmasambhava
Padmasambhava (detto anche Padmakara e Padma Raja, tibetano: Padma rgyal-po 'Re del loto'; in cinese: 蓮華生大師 (Liánhuāshēng Dashī), in tibetano: Pema Jungnay - Padma 'byun-gnas), in sanscrito significa 'Nato dal Loto' (fl. VIII secolo) è stato un monaco buddhista tibetano.
In Tibet è noto come il "Prezioso Maestro Guru Rinpoche" ed è venerato dalla scuola Nyingmapa come secondo Buddha. Viene considerato il primo e più importante diffusore del buddismo in Tibet, in particolare del buddismo Vajrayāna, nonché il fondatore del buddismo tibetano. Il suo culto è diffuso anche in Bhutan e nel Sikkim.

## Biografia
La vita di Padmasambhava è ricca di storie che possono apparire come miti o leggende, come accade spesso, quando esseri di questa importanza si incarnano.
La storia racconta che nacque nella valle dello Swāt nell'VIII secolo. Nato da un loto fiorito nel lago Dhanakosha (formatosi dalle lacrime del padre) come un bambino già di otto anni. Adottato e allevato dal re Indrabhuti dell'Uḍḍiyana, lasciò il palazzo per dedicarsi al Buddismo Vajrayāna e divenne monaco. Giunto nel regno di Saor sposò la principessa Mandarava che divenne la principale delle sue yogini (in tutto ebbe cinque mogli, di cui due nepalesi e due tibetane).
La tradizione attribuisce a Padmasambhava otto maestri: 
- Dhanasamskrita,
- Humkara,
- Mañjushrimitra,
- Prabhahastin,
- Shantigarbha,
- Vimalamitra,
- Ludup Nyngpo e
- Rongbu Guhya (degli ultimi due rimane solo il nome in tibetano e non in sanscrito).

Accusato di aver ucciso con arti magiche un ministro fu cacciato da corte e praticò la meditazione nei cimiteri, sviluppando capacità non duali.
Tornato nello Swat con sua moglie rischiò il rogo da parte del re locale per essersi sposato da monaco, ma furono infine riconosciute le sue straordinarie capacità e infine fu graziato.

Verso il 786 fu invitato in Tibet dal sovrano Trhisong Detsen (Khri-sron lde btsan) (742-797) su suggerimento del monaco buddhista Shantaraksita (750 - 802) che stava tentando la conversione della popolazione tibetana incontrando grandi difficoltà, forse per l'approccio troppo filosofico ed elitario.
Giunto a una decina di chilometri da Lhasa si incontrò col sovrano Trhisong Detsen che era giunto per salutarlo. Si vuole che nell'occasione si sia verificato un terremoto.
In Tibet Padmasambhava sposò la moglie di Trhisong Detsen, la tibetana Yeshe Tsogyal (Ye-shes 'tsho-rgyal), che divenne la sua seconda più importante partner tantrica.
Si suppone che Padmasambhava sia rimasto in Tibet per 12 anni, anche se la tradizione vuole che la sua permanenza sia durata appena 18 mesi.In realtà è certo che abbiano girato il Tibet in lungo e in largo con la consorte Yeshe Tsogyal per 50 anni diffondendo le pratiche tantriche Vajrayana che sfociano nello Dzogchen tuttora praticate in tutto il Globo. 

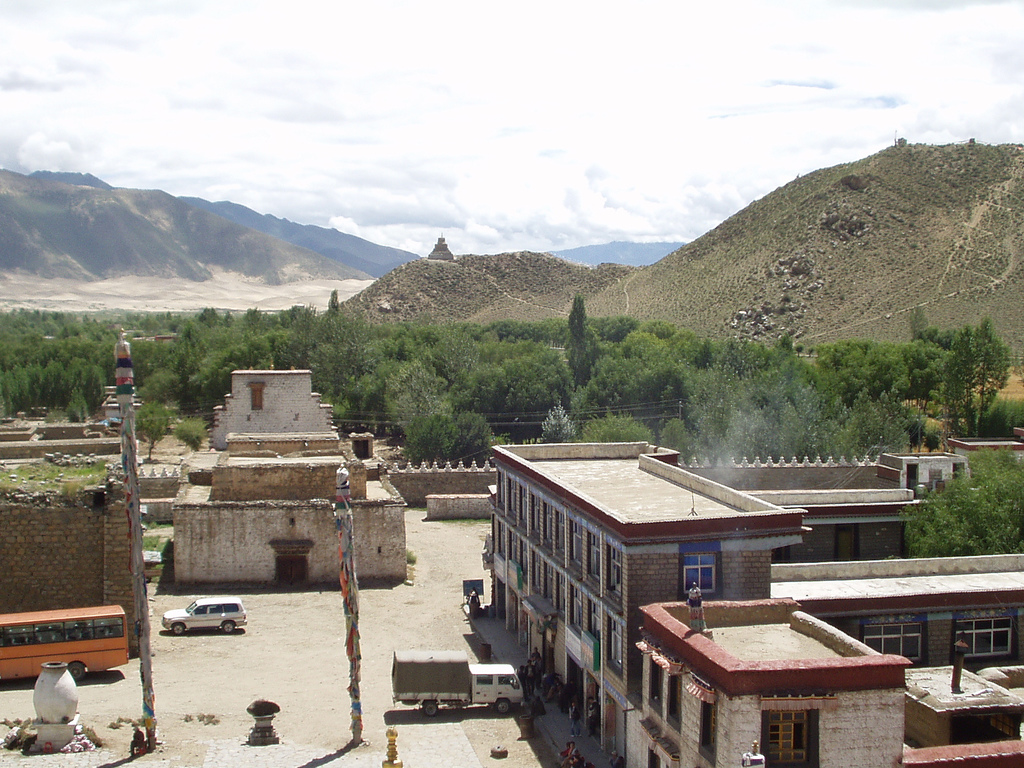
La collina di Hepo Ri vista dall'interno del monastero di Samye

Nel 787 riuscì a sconfiggere i demoni della collina di Hepo Ri, grazie alle arti magiche e all'uso del vajrakila (vedi sotto la voce Vajra). Questa vittoria simboleggia la sconfitta inflitta alle divinità del Tibet pre-buddhista, e probabilmente ai loro seguaci che si opponevano alla costruzione del monastero buddhista, nonostante già dal 779 il sovrano Trhisong Detsen avesse proclamato il buddismo religione di Stato.

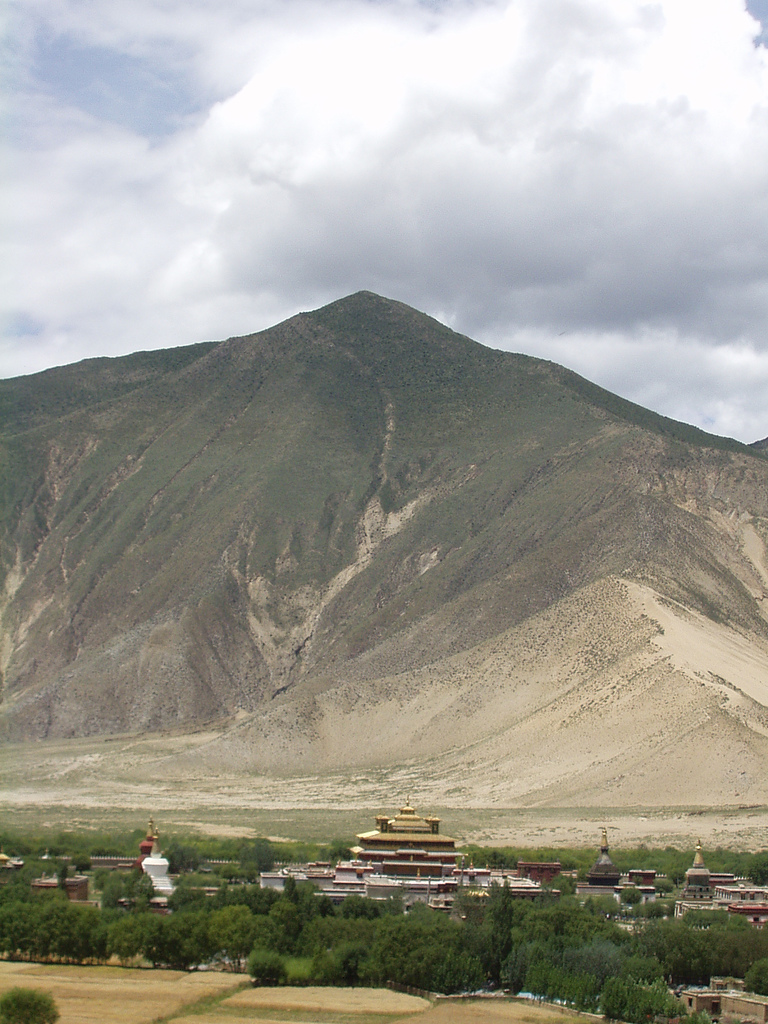
Monastero di Samye

Solo nello stesso anno della vittoria su demoni, infatti, il monaco buddhista Shantaraksita poté dare inizio ai lavori di costruzione del primo e più antico monastero buddhista in Tibet, di cui divenne il primo abate, a Samye (bSam-yas) nelle immediate vicinanze di Hepo Ri.
Secondo le leggende tibetane Padmasambhava trafisse l'occhio destro di Ekajaṭī, una dei 21 Tārā, in modo che potesse aiutarlo a soggiogare meglio i demoni tibetani.

## L'influenza sul buddismo tibetano
Con Padmasambhava varie divinità del pantheon tibetano furono trasformate in divinità tutelari del buddismo, i Dharmapala, in particolare le forme irate (Krodha), come la Shri Devi Lhamo. Ma è probabile che egli fosse anche responsabile dell'importazione di figure già presenti nel culto tantrico della sua regione natale, l'Uddiyana, come Kurukulle.
A Padmasambhava si fa anche risalire la pratica, specifica del Buddismo tibetano e non presente nel Buddismo Vajrayāna indiano, di sotterrare in luoghi remoti (grotte, montagne, ghiacciai) dei tesori religiosi, detti terma (gter-ma): testi tantrici che sarebbero poi stati scoperti secoli dopo dai terton, gli 'scopritori di tesori'. In questo modo gli insegnamenti più segreti si sarebbero rivelati al momento opportuno e alle persone giuste.
Direttamente agli insegnamenti di Padmasambhava si rifà la scuola Nyingmapa (rÑin-ma-pa), la più antica delle scuole tibetane (ma diffusa anche nel Sikkim, Bhutan e Yunnan), spesso erroneamente citata dagli occidentali col nome di 'Berretti Rossi'. Tipicamente Ningmapa è l'importanza dei Mantra, l'esorcismo, la divinazione e le guarigioni magiche.
I primi allievi (tibetano: lobma) di Padmasambhava e Shantaraksita sono considerati i primi Ningmapa; molti di loro raggiunsero particolari abilità magiche. Sono tradizionalmente 25:
- il re Trhisong Detsen,
- il ministro Nanam Dorje Dudjom,
- la yogini Yeshe tsogyal, già moglie del sovrano poi moglie di Padmasambhava,
- Karchen Palgyi Wangchuk, fratello di Yeshe Tsogyal
- il lobma Vairocana di Zangkor,
- Sangay Yeshe,
- Gyalwa Chogyang,
- Namkhay Nyingpo,
- Yeshe Zhönu,
- Palgyi Yeshe,
- Palgyi Senge,
- Yeshe Yang,
- Sogpo Lhapal,
- Yeshe De,
- Yudra Nyngpo,
- Denma Tse Mang,
- Kawa Paltseg,
- Gyalway Lodro,
- Kichung Lotsa Yeshe,
- Tenpa Namkha,
- Odran Palgyi Wangchuk,
- Rinchen Chog,
- Palgyi Dorje,
- Konchog Jungnay,
- Gyalwa Changchub

Oltre a questi vanno ricordati tra i primi allievi di Padmasambhava anche:
- Shelkar Dorje Tso, adepta laica,
- Il principe Mutig Tsanpo, secondogenito di re Trhisong Detsen,
- Tingzin Sangpo, monaco e amico di re Trhisong Detsen,
- Ngomse Od, adepto laico di Padmasambhava.

## L'influenza sul buddismo bhutanese e del Sikkim

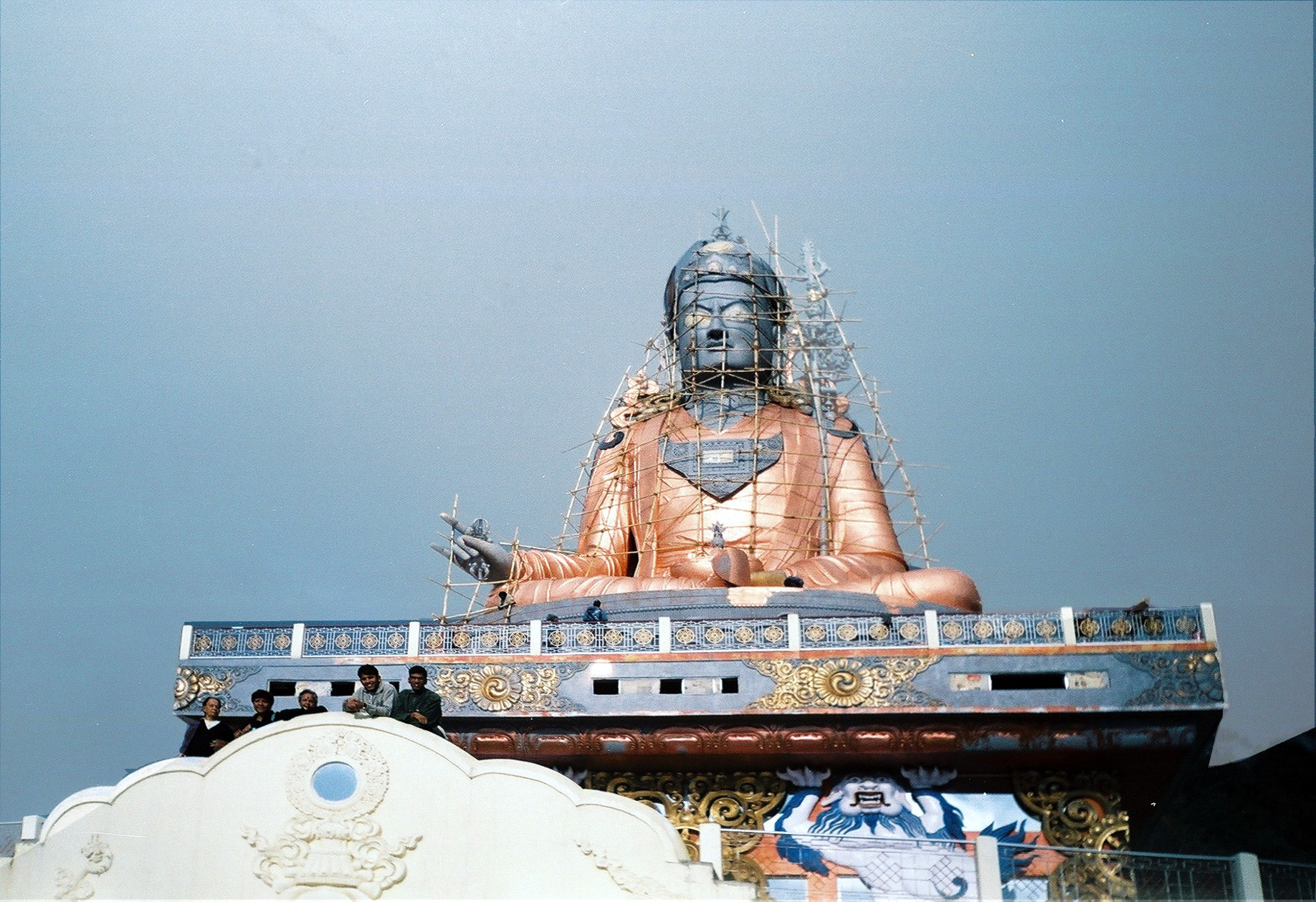
Padmasambhava, patrono del Sikkim. Statua a Namchi.

La leggenda vuole che Padmasambhava uscisse dal Tibet in direzione del Nepal cavalcando un cavallo alato azzurro per predicare nelle terre dei demoni. Certa è la sua influenza duratura sul buddismo praticato in Bhutan e nel Sikkim (dove a Namchi si trova la più grande scultura di Padmasambhava esistente).
Secondo la tradizione bhutanese Padmasambhava arrivò in Bhutan volando aggrappato alla sua moglie tibetana Yeshe Tsogyal, trasformata in una tigre volante. Il monastero Taktshang ('Nido della Tigre'), posto su una parete rocciosa nella valle di Paro, è associato a questa tradizione. Su una parete di una grotta nel monastero di Kurje Lhakhang si trova impressa la sua immagine.

## Manifestazioni iconografiche
Padmasambhava viene raffigurato tipicamente con baffi e barbetta, con in mano un Vajra e con una khatvanga. Nelle rappresentazioni in Yab-yum la sua 'yogini', partner tantrica, è la moglie Mandarava o talora Yeshe Tsogyal. Talora Padmasambhava viene rappresentato in mezzo ad entrambe.

Padmasambhava viene rappresentato in otto manifestazioni differenti (tibetano: Guru Tsen Gye), ossia: 1) come monaco sposato, 2) come seconda incarnazione del Buddha storico, 3) in amplesso con una sua yogini, 4) come siddha dotato di poteri magici, 5) come re del loto, 6) come diffusore della verità, 7) come consolatore degli esseri e 8) come dharmapala dalla voce di leone.
1. Guru Orgyen Dorje Chang
2. Guru Shakya Senge
3. Guru Pema Gyalpo
4. Guru Padmasambhava
5. Guru Loden Chokse
6. Guru Nyima Ozer
7. Guru Dorje Drolo
8. Guru Senge Dradog

Esiste una rappresentazione, a rigore la nona, che viene intesa però come una variante dell'ottava, in cui Padmasambhava viene rappresentato come 'Il Selvaggio': vestito con una pelle umana e una di elefante mentre impugna uno scorpione, antichissimo simbolo del Tibet.